# John Tomes

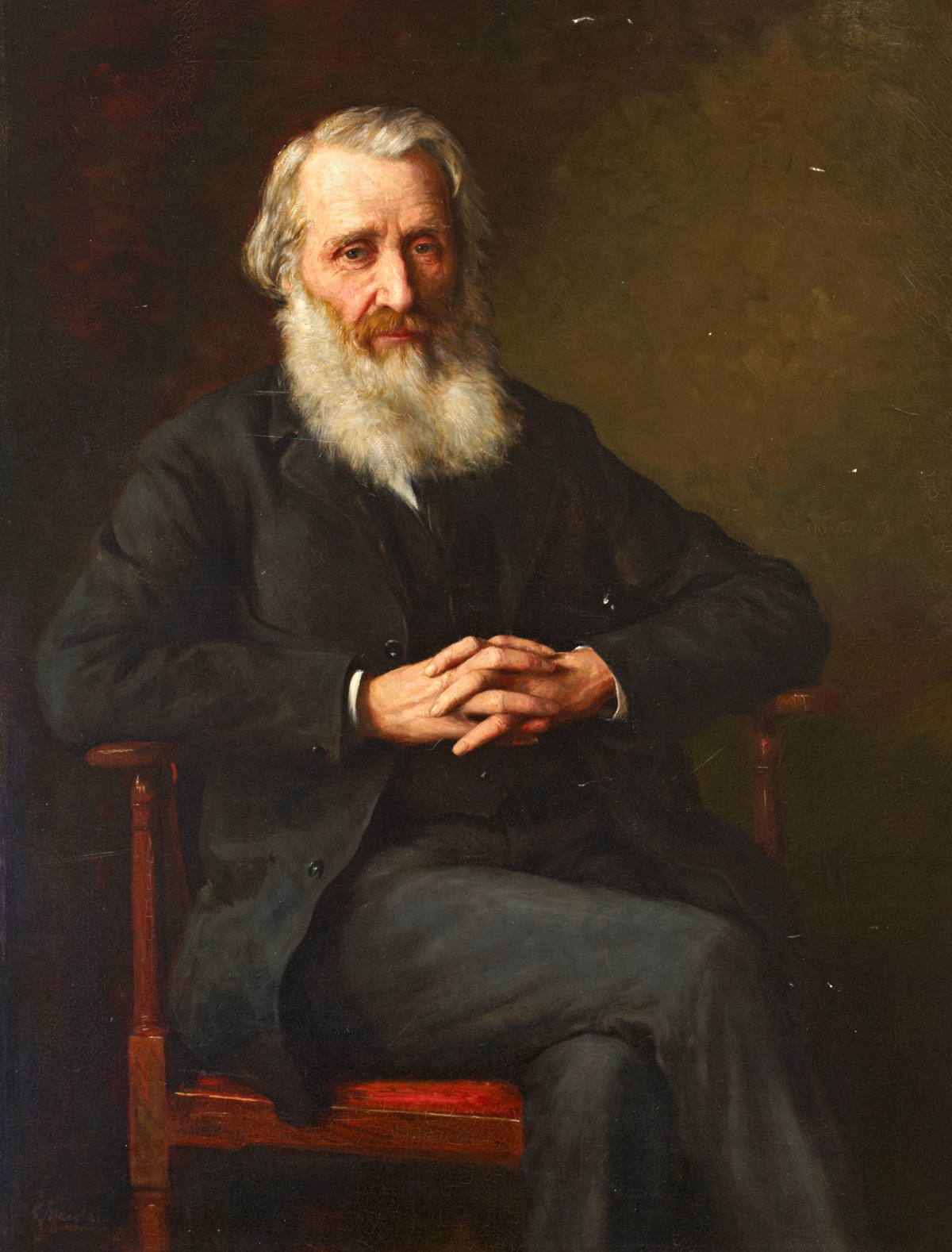
John Tomes gemalt von Carlile Henry Hayes Macartney

Sir John Tomes (* 21. März 1815 in Weston-on-Avon, Gloucestershire; † 29. Juli 1895 in Caterham/Tandridge, Surrey) war ein britischer Zahnarzt und Verfasser zweier zahnärztlicher Standardwerke.

## Leben und Wirken
John Tomes wurde 1815 im Südwesten Englands geboren. 1836 wurde er am King’s College London aufgenommen. Von 1839 bis 1840 war er Chirurg am Middlesex Hospital. Am King’s College wurde er 1842 Dental Surgeon und anschließend arbeitete er am Middlesex Hospital. Tomes gehörte im Jahr 1847 zu den Pionieren der 1846 eingeführten Äthernarkose. Sein erstes Werk: A Course of Lectures on Dental Physiology and Surgery veröffentlichte er 1848. Am 6. Juni 1850 wurde er Mitglied der Royal Society. Sein zweites noch wichtigeres Werk A System of Dental Surgery veröffentlichte er 1859, dieses wurde durch seinen Sohn 1887 noch erweitert. Extraktionszangen gehen in ihrer heutigen Form auf ihn zurück. Die von ihm 1840 entdeckte Tomes-Faser ist nach ihm benannt, der Zellfortsatz eines Odontoblasten (Dentinbildner), der sich in den Dentinkanälchen befindet. Viele auch heute noch Anwendung findende Zangen gehen auf John Tomes zurück. Er war maßgeblich daran beteiligt, die Anerkennung des Berufs des Zahnarztes in England durchzusetzen. Tomes war Gründungsmitglied der Odontological Society of London und 1862 und 1876 ihr Präsident. Es folgte die Verabschiedung eines Gesetzes zur Einführung eines Zahnärzteregisters im Jahre 1878 und die Gründung der British Dental Association im Jahre 1879. Als Anerkennung für seine Bemühungen, diese Ziele zu erreichen, war John Tomes der erste registrierte Zahnarzt und wurde zum ersten Präsidenten der British Dental Association gewählt. Er wurde 1886 als Knight Bachelor geadelt. Er ist in der St Mary’s Church in Caterham begraben.

## Veröffentlichungen
- 1849: On the structure of the dental tissues of marsupial animals, and more especially of the enamel. In: Philosophical Transactions of the Royal Society. London, Band 139, S. 403–412.
- 1850: On the structure of the dental tissues of the order Rodentia. In: Philosophical Transactions of the Royal Society. London, Band 140, S. 529–569.
- 1852: (mit C. De Morgan) Observations on the structure and development of bone. In: Philosophical Transactions of the Royal Society. London, Band 143, S. 109–139.
- 1856: On the presence of fibrils of soft tissue in the dentinal tubules. In: Philosophical Transactions of the Royal Society. London, Band 146, S. 515–522.
- 1859: A System of Dental Surgery. Lindsay and Blakiston, Philadelphia (archive.org).